# Ila (Oslo)

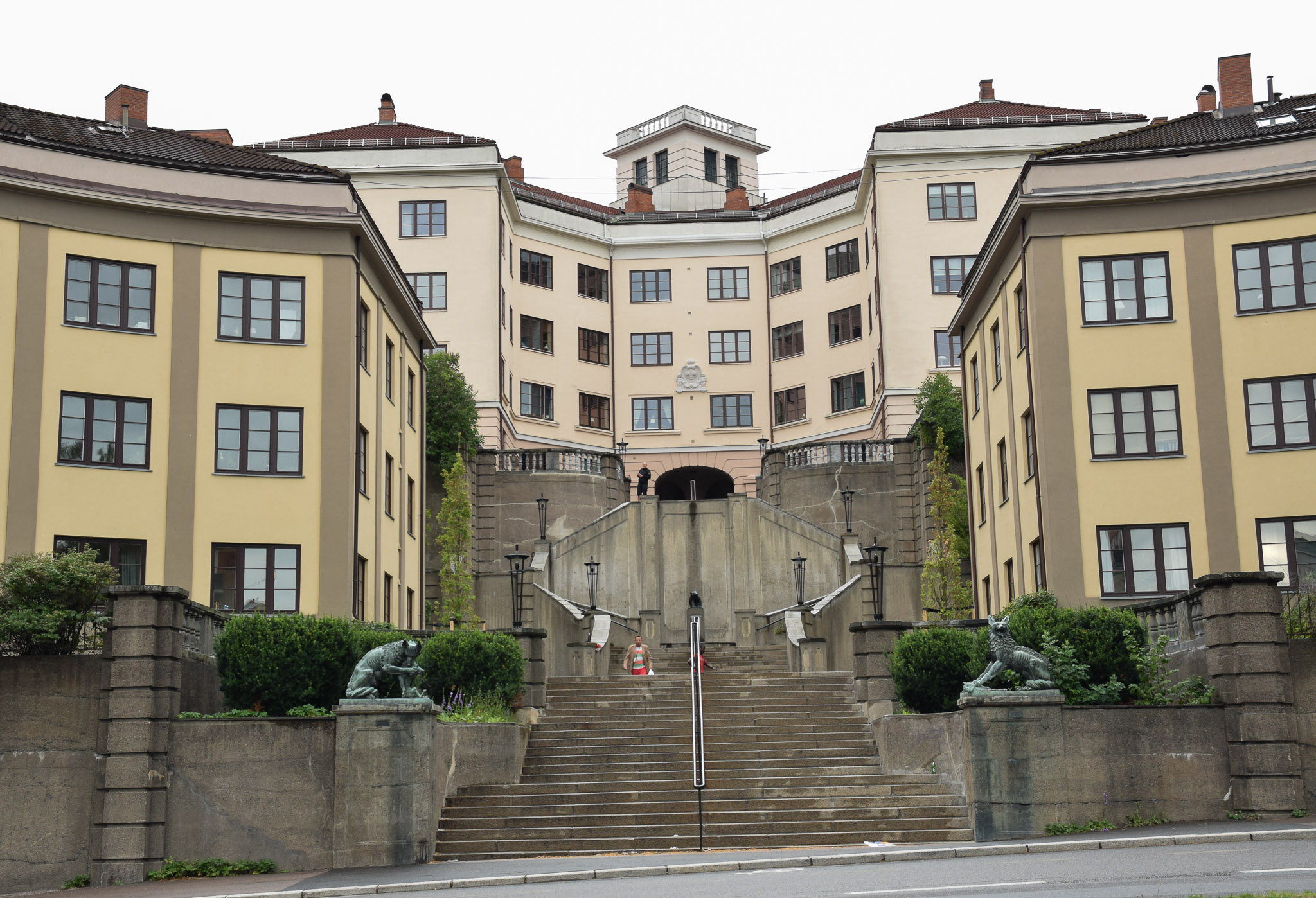
Ilatrappen und Ilakomplekset

Ila ist ein Stadtviertel in der norwegischen Hauptstadt Oslo. Das Wohnviertel liegt in den Stadtteilen St. Hanshaugen, Sagene und Grünerløkka.

## Lage
Das Stadtviertel liegt westlich der Akerselva und erstreckt sich in Nordost-Südwest-Richtung. Der Südwesten des Viertels gehört zum Stadtteil St. Hanshaugen, der Nordosten zu Sagene, ein Teil im Osten gehört zu Grünerløkka. In Nord-Süd-Richtung zieht sich die Uelands gate durch das Viertel. An der Straße liegt zentral im Viertel der Alexander Kiellands plass. Im Nordosten, dem Iladalen, befindet sich der Iladalen park.

## Geschichte
Im Westen des Stadtviertels befinden sich von der Kommune erbaute Wohnungen aus der Zeit von 1923 bis 1933, der sogenannte Ilakomplekset. Die Gebäude sind drei- bis vierstöckig, im klassizistischen Stil erbaut und setzen sich aus insgesamt 725 Wohnungen zusammen. Zwischen den Wohngebäuden befindet sich die italienisch inspirierte Treppenanlage Ilatrappen, die die Uelands gate mit der Fougstads gate verbindet. Die Treppe wurde im Jahr 1926 fertiggestellt. In diesem Bereich befindet sich auch die Ila skole, eine Schule, die 1916 ihren Schulbetrieb aufnahm.
Die Gebäude im Osten stammen hauptsächlich aus den 1940er- und 1950er-Jahren. Die Iladalen kirke im Ostteil des Viertels wurde im Jahr 1941 fertiggestellt. Während der Großteil des Viertels durch Wohngebäude geprägt ist, befinden sich im Osten, entlang der Akerselva, auch Geschäftsgebäude.

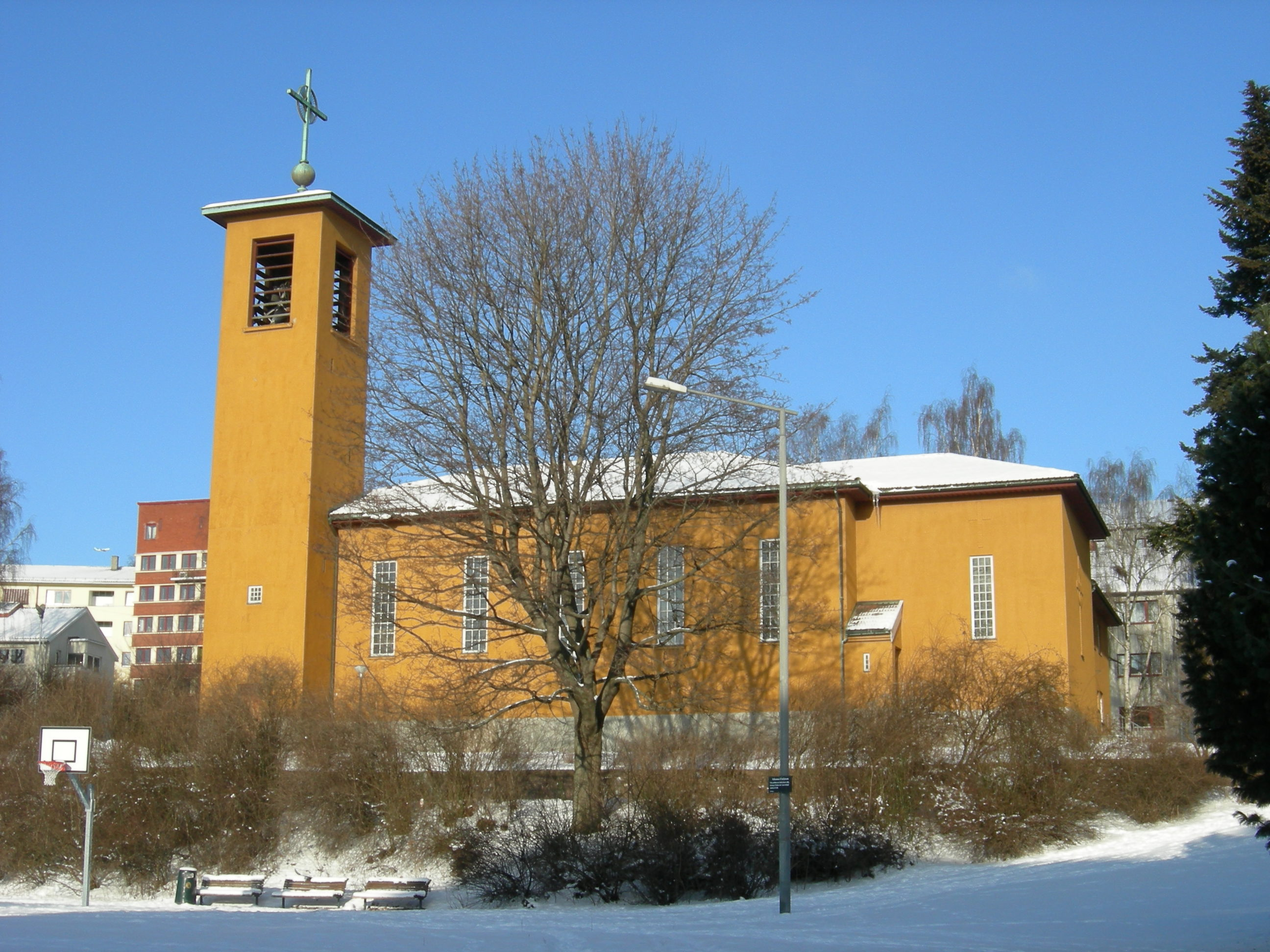
Iladalen kirke
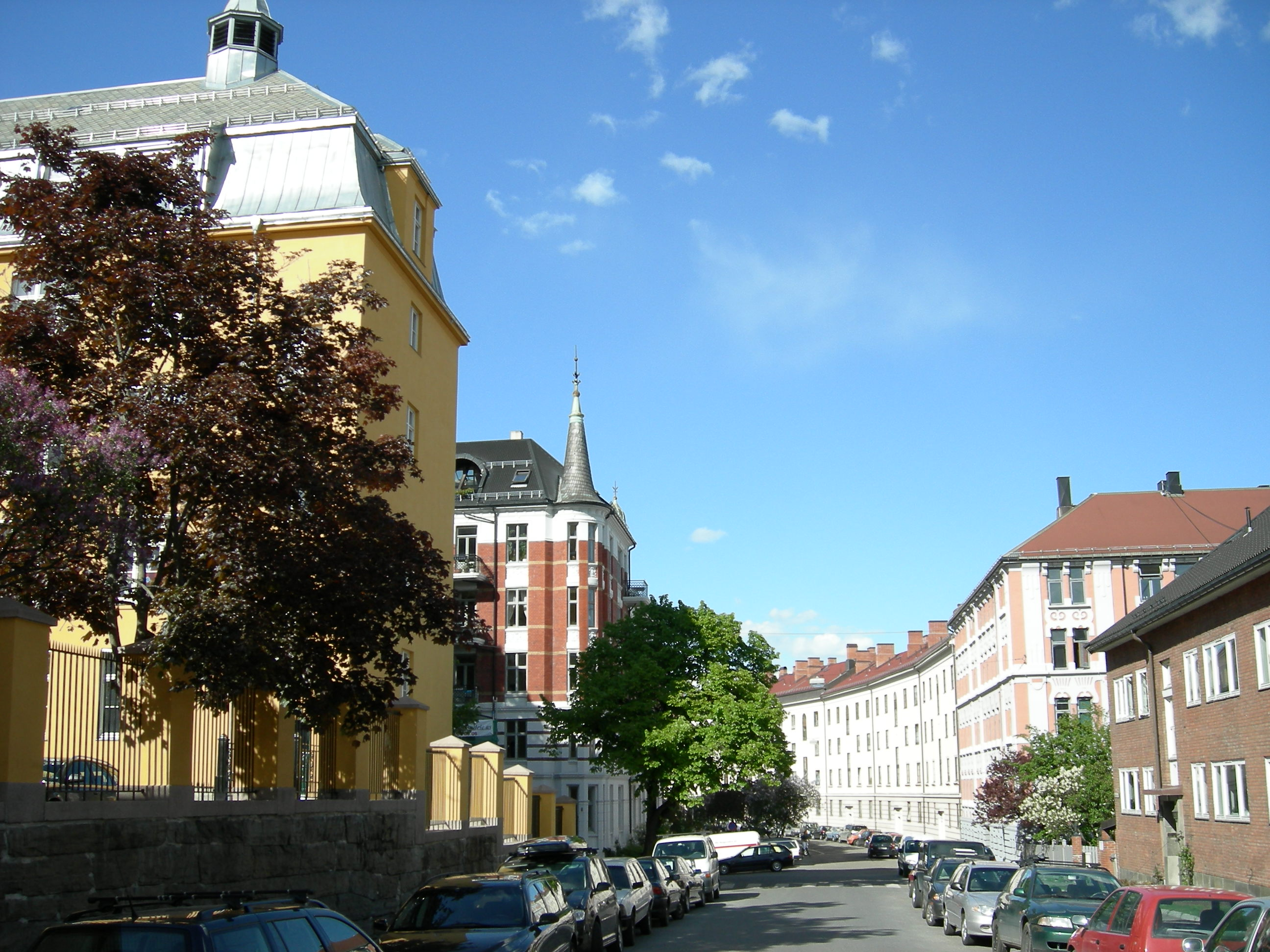
Fougstads gate